# Broodkruimelnavigatie
Broodkruimelnavigatie (of kruimelpad) is een manier om een bezoeker van een webpagina duidelijk te maken waar hij zich precies bevindt op een hiërarchisch ingedeelde website.
Zo'n hiërarchische website wordt ingedeeld naar verschillende onderwerpen en eventueel subonderwerpen, die elk hun eigen pagina krijgen. Door eerst naar de hoofdpagina te gaan, vervolgens naar de onderwerppagina en ten slotte naar de subonderwerpspagina, volgt de gebruiker de hiërarchie van een site. Een aanbieder kan dit gevolgde pad zichtbaar maken.
Het resultaat heet in het Engels een bread crumb trail (ofwel een spoor van broodkruimels). Vermoedelijk is dit genoemd naar de sprookjes van Hans en Grietje of Klein Duimpje. In het Nederlands wordt zo'n spoor ook wel kortweg "broodkruimel" genoemd.

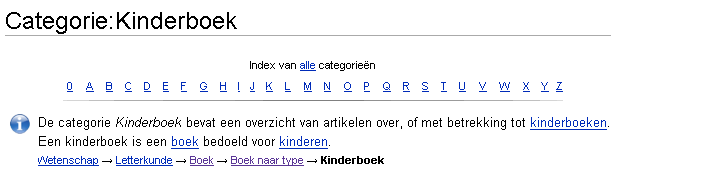
Broodkruimelnavigatie in de categorie-indeling van Wikipedia

## Voorbeeld
Een broodkruimel voor een pagina over eikenbomen zou eruit kunnen zien als:
Hoofdpagina > Bomen > Loofbomen > Eik
Behalve dat de gevolgde route zo inzichtelijk is gemaakt, kan de gebruiker middels dit systeem eenvoudig terugspringen naar eerder bezochte pagina's of niveaus, en "tussenliggende" pagina's of niveaus overslaan.
De broodkruimelnavigatie voor de pagina Broodkruimelnavigatie ziet er als volgt uit:
| \| \| Internet \| |          | → | World wide web |
|                   | Internet |   |                |

|  | Internet |

|  | Verkeer en vervoer |

|  | Geografie |

|  | Verkeer en vervoer |

|  | Geografie |

| \| \| Internet \| |          | → | World wide web |
|                   | Internet |   |                |

|  | Internet |

|  | Verkeer en vervoer |

|  | Geografie |

|  | Verkeer en vervoer |

|  | Geografie |